# 25515 Браянкері
25515 Браянкері (25515 Briancarey) — астероїд головного поясу, відкритий 7 грудня 1999 року.
Тіссеранів параметр щодо Юпітера — 3,574.